# Мепартрицин
Мепартрици́н — антибиотик, антидизурическое средство, нормализующее функции предстательной железы. Применяется при нарушениях мочеиспускания, связанных с доброкачественной гиперплазией предстательной железы.